# Galan, Hautes-Pyrénées
Galan là một xã thuộc tỉnh Hautes-Pyrénées trong vùng Occitanie tây nam nước Pháp. Xã này nằm ở khu vực có độ cao trung bình 381 mét trên mực nước biển.
Sông Petite Baïse chảy theo hướng bắc qua giữa thị trấn.